# 歡迎來到韋恩
《歡迎來到韋恩》（英語：Welcome to the Wayne）是比利·洛佩茲為尼克國際兒童頻道創建的美加動畫電視連續劇。它於2017年7月24日在尼克國際兒童頻道首映。
最後一集於2019年5月31日在Nicktoons播出。

## 故事概要
安西·莫利納搬進了韋恩公寓，這是一座高層公寓樓，裡面堆滿了標有“韋恩現象”的奇怪和不尋常的東西。作為少數在沒有遭受心理影響的情況下看到韋恩現象的人之一，他與兄弟姐妹Olly和Saraline Timbers成為夥伴，因為他們了解韋恩的奧秘並保護外部世界，同時與尋求利用公寓超自然方面為他們的間諜小組作鬥爭自己的邪惡目的。